# Zadnie Koło
Das eiszeitlich durch Gletscher geformte Hängetal Zadnie Koło ist ein Karkessel, der westlich des Tals Dolina Zielona Gąsienicowa, das wiederum ein Seitental des Tals Dolina Suchej Wody Gąsienicowej ist, in der polnischen Hohen Tatra in der Woiwodschaft Kleinpolen liegt. Er liegt unterhalb der Gipfel der Seealmspitze (Świnica), der Hintere Polnischen Kapelle (Zadni Kościelec|) und der Polnischen Kapelle (Kościelec) sowie des Bergpasses Kerbsattel (Karb).

## Geographie
Der Talkessel hat einen Durchmesser von mehreren hundert Metern und ist von über 2300 Meter hohen Bergen umgeben, insbesondere vom Massiv der Seealmspitze (Świnica). Im Tal befindet sich kein oberirdisches Gewässer. Eine Schneeschicht liegt hier regelmäßig bis August. Beim Schmelzen fließt ihr Wasser in den Polnischen Hinteren See (Zadni Staw Gąsienicowy), der unterhalb des Tals liegt.

## Etymologie
Der Name leitet sich von der runden Form des Tales ab. Er lässt sich als Hinteres Rad übersetzen.

## Flora und Fauna
Das Tal liegt oberhalb der Baumgrenze. Das Tal ist Rückzugsgebiet für Gämsen, Murmeltiere und Steinadler.

## Klima
Im Tal herrscht Hochgebirgsklima.

## Tourismus
Im Tal befinden sich keine Wanderwege, es kann nicht von Wanderern betreten werden. Es stellt ein striktes Naturreservat dar.